# BBC 칙령

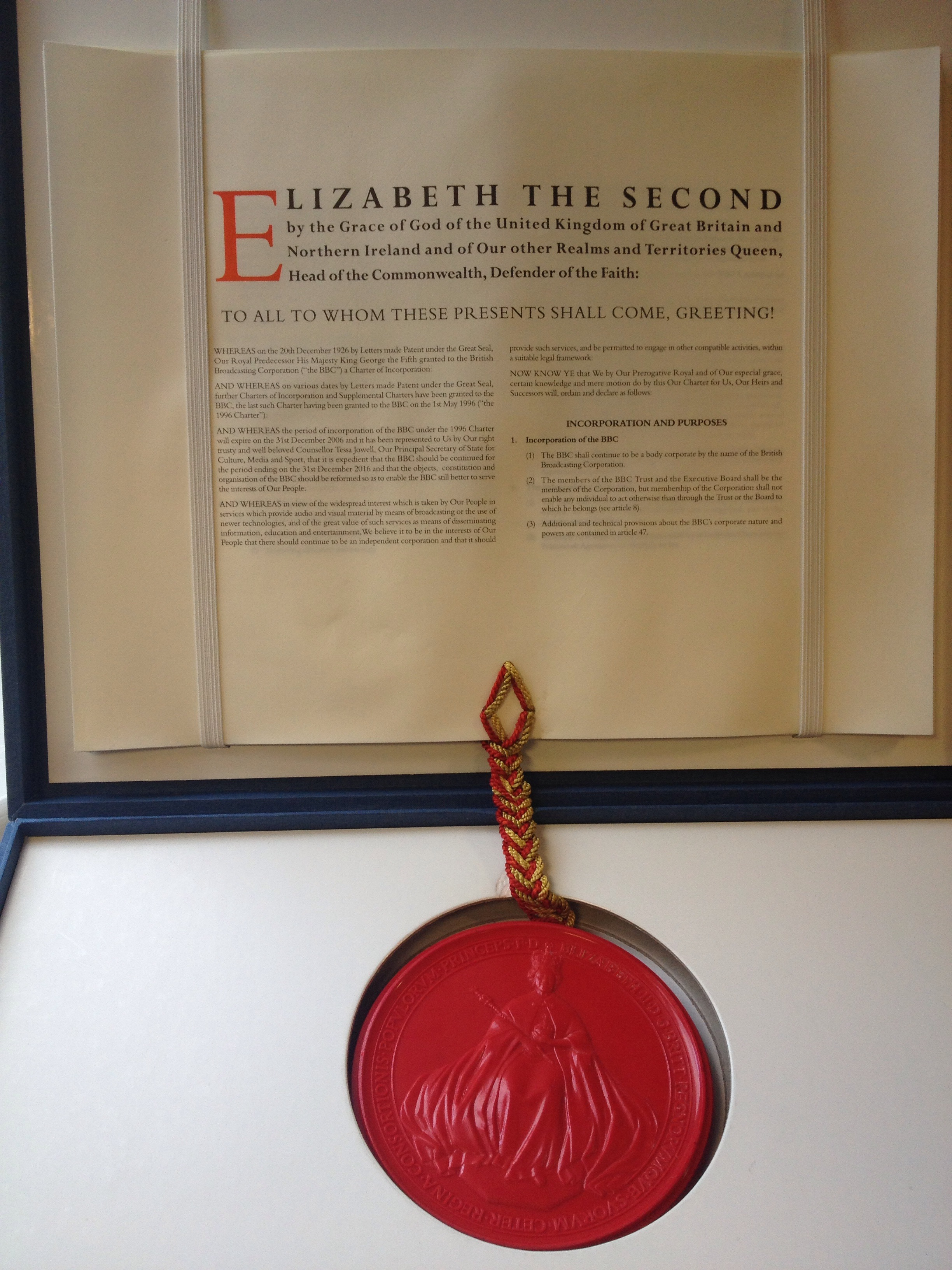
BBC 사료관에 전시되어 있는 BBC 왕실칙령

BBC 칙령 (BBC Charter)은 영국방송공사 (BBC)의 설립 근거가 되는 왕실 칙허이다. 방송의 목적과 권한, 의무, 조직, 정부 지원사항 등 BBC의 총괄적인 세부사항을 규정하고 있다. 1927년 BBC가 출범될 당시 처음 발부되었으며 10년마다 갱신된다. 가장 최근에는 2017년 1월 1일에 개정되었으며, 유효기한은 오는 2027년 12월 31일까지이다.
2007년 칙령 개정 당시 BBC는 경영위원회와 실행위원회의 두 기구를 BBC 트러스트 (BBC Trust)라는 기구로 묶어 이원화하였다. 이 과정에서 트러스트 위원 후보자들의 명단을 공개하고 청문회를 거치는 등 선임과정의 투명성을 늘리고자 하였다. 하지만 2017년 개정된 칙령부터는 BBC 트러스트를 다시 폐지하고, 방송통신규제에 관한 독립기관인 오프콤 (Ofcom)이 관리감독을 맡는 것으로 개편하였다. BBC의 경영은 이사회가 그대로 맡으며 BBC 사장 역시 이사회에서 선출되나, 방송허가는 영국 정부 (내무부)로부터 갱신받게 된다.